# Tina Guo
Tina Guo (Chinês: 郭婷娜; pinyin: Guō Tíngnà) (28 de outubro de 1985) é uma violoncelista e erhurista americana de origem chinesa, de San Diego. Sua carreira internacional como violoncelista, erhurista e compositora é marcada por clipes com cenários teatrais e figurinos elaborados, abrangendo uma variedade de gêneros e um estilo improvisado em trilhas sonoras de filmes, séries e videogames.
Guo se apresentou como solista com a Orquestra Sinfônica de San Diego, a Orquestra Sinfônica Nacional do México, a Orquestra Sinfônica Estatal de Tessalônica na Grécia, a Orquestra Petrobras no Brasil e a Orquestra Sinfônica da Ilha de Vancouver na Colúmbia Britânica.
Ela fez turnês como convidada especial com Al Di Meola, Yoshiki do X Japan, e recentemente se apresentou com a Orquestra e Coro de Tenerife nas Ilhas Canárias, tocando a suíte "Batman: The Dark Knight" no Festival Internacional de Cinema de Tenerife, destacando-se no Violoncelo Elétrico.

## Início da Vida
Tina Guo nasceu em Xangai, China, filha de Lu-Yan Guo, um violoncelista de concerto, e Fei-Fei Soong, uma violinista de concerto, que são os atuais diretores artísticos do Festival Internacional de Música e Arte da Califórnia, um evento anual realizado em San Diego, Califórnia. Tina começou a tocar piano aos 3 anos de idade na China. Aos cinco anos, mudou-se para os Estados Unidos com sua família e começou a ter aulas de violino com sua mãe.

## Carreira
Em 2007, ela fez uma turnê pela Austrália com Metaphor, uma banda crossover formada apenas por mulheres. Guo tocou com os Foo Fighters no Grammy Awards de 2008 e, com a banda Off the Deep End, tocou na festa de encerramento do Festival de Cinema de Sundance.
De 2011 a 2013, Guo fez turnê como violoncelista elétrica destaque com o Cirque du Soleil na turnê "Michael Jackson: The Immortal World Tour".

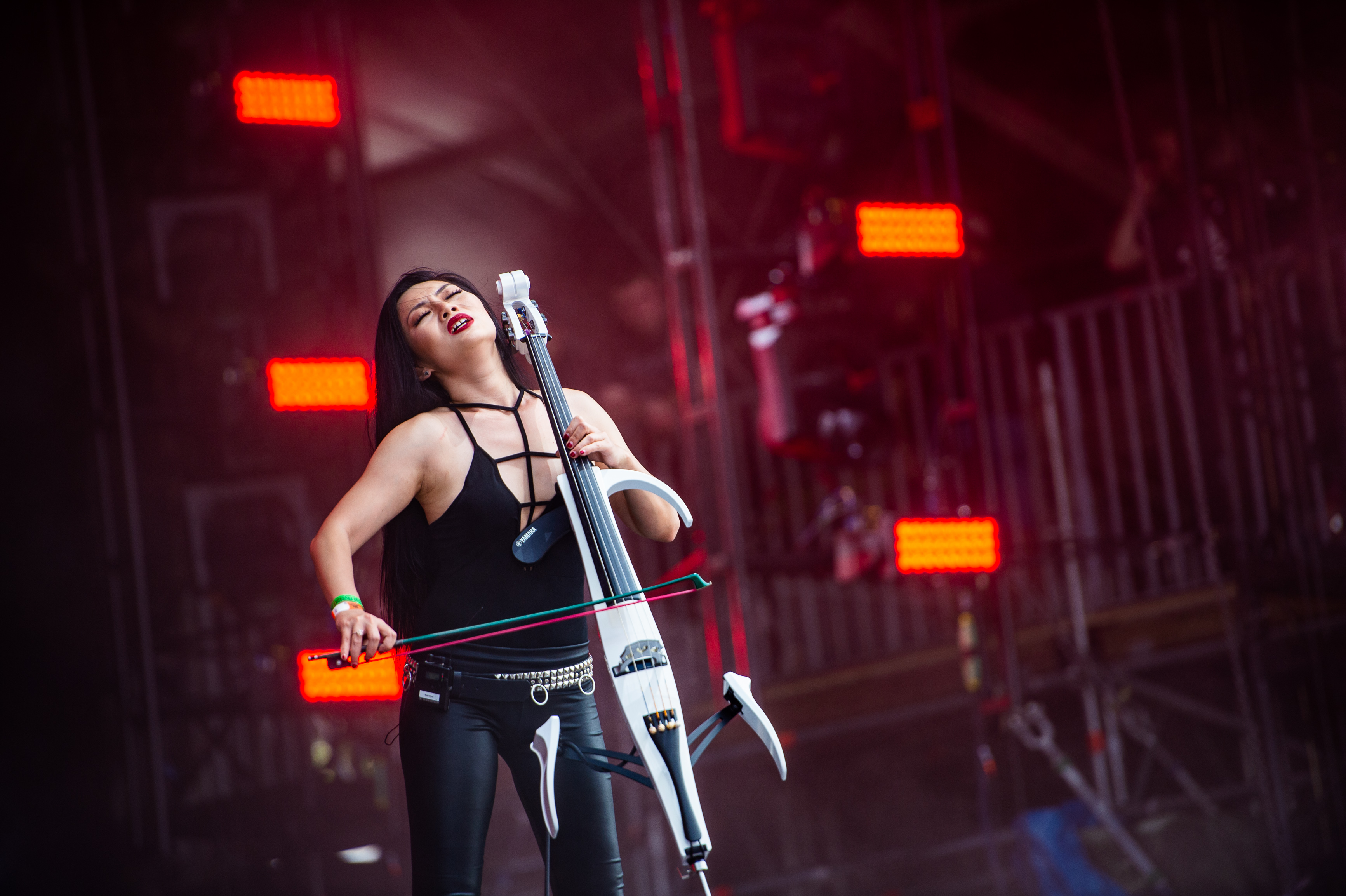
Guo se apresentando com a banda Beyond The Black em 2019

Guo se apresentou ao lado de Johnny Marr dos The Smiths e Hans Zimmer na estreia de Inception, e em um concerto lotado para a DreamWorks com Hans Zimmer e John Powell, destacando-se como solista no violoncelo elétrico e erhu. Em 2015, ela se apresentou no Campeonato Mundial de League of Legends para uma arena lotada no Staples Center em Los Angeles e uma audiência de 33 milhões de espectadores online.  Guo foi destaque no violoncelo elétrico em uma super-banda para o evento com The Crystal Method, Wes Borland (Limp Bizkit), Danny Lohner (NIN), Joe Letz (Combichrist) e a Hollywood Scoring Orchestra. Guo também se apresentou no Comic Con, BlizzCon e com Video Games Live. Em 2015, Guo foi destaque com a banda de música de videogame Critical Hit, apresentando-se na maioria dos Wizard World Comic Cons. Ela participou da turnê "City of Mirrors" do grupo de rock barroco Vivaldianno, que se apresentou em arenas por toda a Europa em junho de 2015.
Guo se apresentou com a banda Beyond the Black no Wacken Open Air 2019. Também foi destaque no The Ellen DeGeneres Show tocando "Beat It" no violoncelo elétrico e se apresentou no American Country Music Awards com Carrie Underwood, no Dancing with the Stars com Carlos Santana e India Arie, no Jimmy Kimmel Live com Ellie Goulding, no Lopez Show com Far East Movement, no MTV Movie Awards, no American Idol, no Comic Con em San Diego com a Orquestra Battlestar Galactica, e com o guitarrista brasileiro Victor Biglione em um concerto tributo a Jimi Hendrix no Copacabana Palace no Rio de Janeiro.
Em dezembro de 2018, ela assumiu a música tema principal de God of War e colaborou com Inon Zur.

## Discografia
- Autumn Winds (2011)
- The Journey (2011)
- Eternity (2013)
- Ray of Light (2014)
- A Cello Christmas (2014)
- Cello Metal (2015)
- Inner Passion (2016) (com Peter Kater)
- Game On! (2017)
- Winter Night: Traces In The Snow (2020) (com Leo Z)
- Dies Irae (2021)

### Outras contribuições
| Ano  | Título                                           | Notas                        |
| ---- | ------------------------------------------------ | ---------------------------- |
| 2007 | The Heartbreak Kid                               | —                            |
| 2007 | Captain Titan's Special G                        | Curta-metragem               |
| 2008 | Sky Pilot                                        | Curta-metragem               |
| 2008 | Hancock                                          | —                            |
| 2008 | 1895                                             | —                            |
| 2009 | Grace                                            | —                            |
| 2009 | Live Evil                                        | —                            |
| 2009 | Sherlock Holmes                                  | —                            |
| 2010 | Clash of the Titans                              | —                            |
| 2010 | Homem de Ferro 2                                 | —                            |
| 2010 | Predadores                                       | —                            |
| 2010 | Inception                                        | —                            |
| 2010 | Beginners                                        | —                            |
| 2010 | 1 a Minute                                       | —                            |
| 2010 | Level 26: Dark Prophecy                          | —                            |
| 2010 | Yogi Bear                                        | —                            |
| 2011 | O Ritual                                         | —                            |
| 2011 | Rango                                            | —                            |
| 2011 | Red Riding Hood                                  | —                            |
| 2011 | Battle: Los Angeles                              | —                            |
| 2011 | Your Highness                                    | —                            |
| 2011 | Arthur                                           | —                            |
| 2011 | Fast Five                                        | —                            |
| 2011 | The Hangover Part II                             | —                            |
| 2011 | X-Men: First Class                               | —                            |
| 2011 | Abduction                                        | —                            |
| 2011 | Restoring the Light                              | —                            |
| 2011 | Dig                                              | —                            |
| 2012 | Journey                                          | Jogo eletrônico              |
| 2012 | Call of Duty: Black Ops II                       | Jogo eletrônico              |
| 2012 | No God, No Master                                | —                            |
| 2013 | Olympus Has Fallen                               | —                            |
| 2014 | The Dark Valley                                  | —                            |
| 2014 | Persecuted                                       | —                            |
| 2014 | Damaged                                          | —                            |
| 2015 | Doppia luce                                      | Curta-metragem               |
| 2015 | The Daughters of Eve                             | Curta-metragem               |
| 2015 | The Heavy Load                                   | Curta-metragem               |
| 2015 | Run Fast                                         | Curta-metragem               |
| 2015 | Martyrs                                          | —                            |
| 2015 | Assassin's Creed Syndicate                       | Jogo eletrônico              |
| 2015 | James                                            | Curta-metragem               |
| 2016 | Standoff                                         | —                            |
| 2016 | The Monkey King 2                                | —                            |
| 2016 | Pitbull: New Orders                              | —                            |
| 2016 | Batman v Superman: Dawn of Justice               | —                            |
| 2016 | Shadow of the Beast                              | Jogo eletrônico              |
| 2016 | The Trees of Eden                                | Curta-metragem               |
| 2017 | The Boss Baby                                    | —                            |
| 2017 | Pirates of the Caribbean: Dead Men Tell No Tales | —                            |
| 2017 | Mulher Maravilha                                 | —                            |
| 2017 | Dunkirk                                          | —                            |
| 2017 | Lego Marvel Super Heroes 2                       | Jogo eletrônico              |
| 2017 | In My Steps                                      | —                            |
| 2017 | Bullet Head                                      | —                            |
| 2017 | Nisabdham                                        | Tamil film                   |
| 2018 | Qi                                               | Curta-metragem               |
| 2018 | Sticks                                           | Curta-metragem               |
| 2018 | Extinction                                       | Jogo eletrônico              |
| 2019 | Dark Phoenix                                     | —                            |
| 2019 | Jing Hua                                         | Curta-metragem               |
| 2019 | Erica                                            | Jogo eletrônico              |
| 2020 | Cyberpunk 2077                                   | Jogo eletrônico              |
| 2020 | Mulher Maravilha 1984                            | —                            |
| 2021 | Dune                                             | —                            |
| 2021 | Tomb Raider Reloaded                             | Jogo eletrônico              |
| 2021 | The Choice 2                                     | Série egípcia                |
| 2021 | South of Heaven                                  | —                            |
| 2021 | Army of Thieves                                  | —                            |
| 2022 | Metal Lords                                      | —                            |
| 2022 | Top Gun: Maverick                                | —                            |
| 2023 | The Awakening                                    | Álbum do Kamelot             |
| 2023 | Gran Turismo                                     | —                            |
| 2023 | The Creator                                      | —                            |
| 2024 | Dune: Part Two                                   | —                            |
| 2024 | O Problema dos 3 Corpos                          | Série de televisão           |
| 2024 | Rite Here Rite Now                               | If You Have Ghosts (Ao Vivo) |